# Lundaspexarna
Lundaspexarna är en spexensemble i Lund, vilken utgör ett utskott inom Akademiska Föreningen (AF).
Lundaspexarnas födelse brukar räknas till 1886 då Gerda, ansett som det första riktiga studentspexet i Lund, sattes upp. Spexliknande pjäser och andra uppträdanden hade dock spelats tidigare än så, och rent organisatoriskt blev inte Lundaspexarna en egen enhet inom AF förrän under senare hälften av 1900-talet, så startåret är ungefärligt.
Till de mest kända Lundaspexen hör Uarda (1908) och Djingis Khan (1954), vilka båda alltjämt spelas vart femte år. Däremellan varvas nyskrivna alster med återuppsättningar av äldre spex. Vanligen spelas ett äldre spex på våren (med återuppsättning i Kalmar i början på höstterminen) och ett nyskrivet, om nu ett sådant har skrivits, på hösten. 
Ett utsnitt från affischen till Uarda, ritad av Harald Sjövall, har senare blivit symbol för ensemblen. 
Lundaspexarnas uppsättningar infaller av hävd i anslutning till de studentikosa högtiderna Siste april och Siste november.
Spexen spelas i AF-borgens stora sal.
Flera välkända komiker har varit med i Lundaspexarna under sin studietid. Hans Alfredson, Stellan Sundahl, Johan Wester och Anders Jansson är några av de mest kända.

## Uppsättningar
| År                       | Spex                                                                      |
| ------------------------ | ------------------------------------------------------------------------- |
| 2025                     | Bismarck                                                                  |
| 2024                     | Wilhelm Tell                                                              |
| 2024                     | Bonifacius                                                                |
| 2023                     | Peter Den Store                                                           |
| 2023                     | Uarda                                                                     |
| 2022                     | Bellman                                                                   |
| 2022                     | Harakiri                                                                  |
| 2021                     | Djingis Khan                                                              |
| 2021                     | Direktsända inspelningar av gamla spex till följd av Coronaviruspandemin. |
| 2021                     | Direktsända inspelningar av gamla spex till följd av Coronaviruspandemin. |
| 2020                     |                                                                           |
| 2019                     | Gustav Vasa                                                               |
| 2019                     | Ivar Kreuger                                                              |
| 2018                     | Jacobsen                                                                  |
| 2018                     | Uarda                                                                     |
| 2017                     | Röde Orm                                                                  |
| 2017                     | Beethoven                                                                 |
| 2016                     | Djingis Khan                                                              |
| 2016                     | Cook                                                                      |
| 2015                     | Nero                                                                      |
| 2015                     | Montezuma                                                                 |
| 2014                     | Bismarck                                                                  |
| 2014                     | Oscar Wilde                                                               |
| 2013                     | Uarda                                                                     |
| 2013                     | Ilion                                                                     |
| 2012                     | 1942                                                                      |
| 2012                     | Columbus                                                                  |
| 2011                     | Djingis Khan                                                              |
| 2011                     | Bernadotte                                                                |
| 2010                     | Ivar Krueger                                                              |
| 2010                     | Beethoven                                                                 |
| 2009                     | Peter Den Store                                                           |
| 2009                     | Darwin                                                                    |
| 2008 (100-års- jubileum) | Uarda                                                                     |
| 2008 (100-års- jubileum) | Gustav Vasa                                                               |
| 2007                     | Lincoln                                                                   |
| 2007                     | Bonifacius                                                                |
| 2006                     | Djingis Khan                                                              |
| 2006                     | Harakiri                                                                  |
| 2005                     | 1942                                                                      |
| 2005                     | Bismarck                                                                  |
| 2004                     | Beethoven                                                                 |
| 2004                     | Nixon                                                                     |
| 2003                     | Uarda                                                                     |
| 2003                     | Ivar Kreuger                                                              |
| 2002                     | Peter Den Store                                                           |
| 2002                     | Nero                                                                      |
| 2001                     | Djingis Khan                                                              |
| 2001                     | Brittiska Imperiet                                                        |
| 2000                     | Ilion                                                                     |
| 2000                     | 1942                                                                      |

| År    | Spex                                                   |
| ----- | ------------------------------------------------------ |
| 1999  | Harakiri                                               |
| 1999  | Bismarck                                               |
| 1998  | Beethoven                                              |
| 1998  | Uarda                                                  |
| 1997  | Gustav Vasa                                            |
| 1997  | Peter den store                                        |
| 1996  | Nero                                                   |
| 1996  | Djingis Khan                                           |
| 1995  | Cook                                                   |
| 1995  | Bonifacius                                             |
| 1994  | Den Gordiska knuten                                    |
| 1994  | Winston                                                |
| 1993  | Bismarck                                               |
| 1993  | Uarda                                                  |
| 1992  | Peter den store                                        |
| 1992  | Harakiri                                               |
| 1991  | Montezuma                                              |
| 1991  | Djingis Khan                                           |
| 1990  | Bonifacius                                             |
| 1990  | Nelson                                                 |
| 1989  | Winston                                                |
| 1989  | Biggles i öknen och Carl XII                           |
| 1988  | Mose                                                   |
| 1988  | Uarda                                                  |
| 1987  | Riddar Blåskägg                                        |
| 1987  | Bismarck                                               |
| 1986  | Jubileumsspex Pelle Svanslös och de fyra elementen     |
| 1986  | Djingis Khan                                           |
| 1985  | Dr Knaustus                                            |
| 1985  | Nelson                                                 |
| 1984  | Riddar Blåskägg                                        |
| 1984  | Aurora Köningsmarck                                    |
| 1983  | Mose                                                   |
| 1983  | Uarda                                                  |
| 1983  | Djingis Khan                                           |
| 1982  | Ming                                                   |
| 1982  | Elisabeth                                              |
| 1981  | Drömmarnas varuhus                                     |
| 1981  | Djingis Khan                                           |
| 1980  | Richard Lejonhjärta                                    |
| 1980  | Det våras för Bismarck                                 |
| 1979  | Dr Knaustus                                            |
| 1979  | Harakiri                                               |
| 1978  | Elisabeth                                              |
| 1978  | Mylady                                                 |
| 1978  | Uarda                                                  |
| 1977  | Bonifacius                                             |
| 1977  | Nelson                                                 |
| 1977  | Uarda                                                  |
| 1976  | Uarda                                                  |
| 1976  | Djingis Khan                                           |
| 1975  | Bismarck                                               |
| 1975  | Ling i Lund                                            |
| 1975  | Nobel tar priset                                       |
| 1974  | Carl XII                                               |
| 1974  | Elisabeth                                              |
| 1973  | Dr Knaustus                                            |
| 1973  | Ling i Lund                                            |
| 1973  | Marie-Antoinette                                       |
| 1972  | Bonifacius                                             |
| 1972  | Nelson                                                 |
| 1972  | Bismarck                                               |
| 1971  | Bismarck                                               |
| 1971  | Djingis Khan                                           |
| 1970  | Uarda                                                  |
| 1970  | Ling i Lund                                            |
| 1970  | Mylady                                                 |
| 1969  | Elisabeth                                              |
| 1969  | Nelson                                                 |
| 1968  | Carl XII                                               |
| 1968  | Marie-Antoinette                                       |
| 1968  | Dr Knaustus                                            |
| 1967  | Djingis Khan                                           |
| 1967  | Harakiri                                               |
| 1967  | Dr Knaustus                                            |
| 1967  | Uarda                                                  |
| 1966  | Dr Knaustus                                            |
| 1966  | Bismarck                                               |
| 1966  | Marie-Antoinette                                       |
| 1965  | Bonifacius                                             |
| 1965  | Djingis Khan                                           |
| 1964  | Nero                                                   |
| 1964  | Ilion                                                  |
| 1963  | Martin Luther                                          |
| 1963  | Al Capone                                              |
| 1962  | Carl XII                                               |
| 1962  | Uarda                                                  |
| 1961  | Djingis Khan                                           |
| 1961  | Bonifacius                                             |
| 1960  | Harakiri                                               |
| 1960  | Columbus                                               |
| 1959  | Uarda                                                  |
| 1959  | Nero                                                   |
| 1958  | Ilion                                                  |
| 1958  | Uarda                                                  |
| 1958  | Erik XIV                                               |
| 1957  | Djingis Khan                                           |
| 1957  | Marie-Antoinette                                       |
| 1956  | Carl XII                                               |
| 1956  | Bonifacius                                             |
| 1955  | Nu går vi till Ris-Jerk                                |
| 1955  | Nero                                                   |
| 1955  | Djingis Khan                                           |
| 1954  | Kapten Blod                                            |
| 1954  | Djingis Khan                                           |
| 1954  | Marie-Antoinette                                       |
| 1953  | Harakiri                                               |
| 1953  | Uarda                                                  |
| 1953  | Wilhelm Tell                                           |
| 1952  | Uarda                                                  |
| 1952  | Låtom oss följas                                       |
| 1951  | O gamla klang                                          |
| 1951  | Uarda                                                  |
| 1950  | Ilion                                                  |
| 1950  | Marie-Antoinette                                       |
| 1950  | Uarda                                                  |
| 1949  | Bonifacius                                             |
| 1949  | Nero                                                   |
| 1948  | Columbus                                               |
| 1948  | Marie-Antoinette                                       |
| 1947  | Harakiri                                               |
| 1947  | Wilhelm Tell                                           |
| 1946  | Ilion                                                  |
| 1946  | Columbus                                               |
| 1946  | Theiophilos                                            |
| 1945  | Harakiri                                               |
| 1945  | Bonifacius                                             |
| 1944  | Wilhelm Tell                                           |
| 1943  | Revy                                                   |
| 1943  | Uarda                                                  |
| 1942  | Ilion                                                  |
| 1942  | Nero                                                   |
| 1941  | Ilion                                                  |
| 1941  | Carl XII                                               |
| 1940  | Bonifacius                                             |
| 1940  | Uarda                                                  |
| 1939  | Drottningen av Saba                                    |
| 1939  | Uarda                                                  |
| 1938  | Kåren som började bada                                 |
| 1938  | Wilhelm Tell                                           |
| 1937  | Ska vi spela skräpet?                                  |
| 1937  | Gerda                                                  |
| 1936  | Kåren som var en karusell eller Två slog - den tredje? |
| 1936  | Uarda                                                  |
| 1935  | I natt studentafton                                    |
| 1935  | Salomos dom                                            |
| 1934  | Kanske en revy                                         |
| 1934  | Gerda                                                  |
| 1933  | Wilhelm Tell                                           |
| 1933  | Uarda                                                  |
| 1932  | Carl XII                                               |
| 1932  | Salomos dom                                            |
| 1931  | Väringar i Miklagård                                   |
| 1931  | Det gamla spelet om en far                             |
| 1930  | Uarda                                                  |
| 1930  | Gerda                                                  |
| 1929  | Wilhelm Tell                                           |
| 1929  | Bonifacius                                             |
| 1928  | Nero                                                   |
| 1928  | Salomos dom                                            |
| 1927  | Carl XII                                               |
| 1927  | Uarda                                                  |
| 1926  | Wilhelm Tell                                           |
| 1925  | Gerda                                                  |
| 1924  | Bonifacius                                             |
| 1924  | Nero                                                   |
| 1923  | Harakiri                                               |
| 1923  | Uarda                                                  |
| 1922  | Sigrid Storråda                                        |
| 1922  | Carl XII                                               |
| 1921  | Skeninge möte                                          |
| 1921  | Erik XIV                                               |
| 1920  | Väringar i Miklagård                                   |
| 1920  | Bonifacius                                             |
| 1920  | Nero                                                   |
|       | Väringar i Miklagård                                   |
| Uarda |                                                        |
| 1918  | Gerda                                                  |
| 1918  | Harakiri                                               |
| 1917  | Bonifacius                                             |
| 1916  | Uarda                                                  |
| 1916  | Nero                                                   |
| 1915  | Uarda                                                  |
| 1915  | Kabaret                                                |
| 1914  | Nero                                                   |
| 1914  | Harakiri                                               |
| 1913  | Bonifacius                                             |
| 1913  | Theiophilos                                            |
| 1912  | Carl XII                                               |
| 1912  | Carl XII                                               |
| 1912  | Carl XII                                               |
| 1912  | Harakiri                                               |
| 1911  | Uarda                                                  |
| 1910  | Hammarhämtningen                                       |
| 1909  | Gerda                                                  |
| 1909  | Bonifacius                                             |
| 1909  | Bonifacius                                             |
| 1909  | Gerda                                                  |
| 1908  | Uarda                                                  |
| 1908  | Hattar och mössor ömsom rådande                        |
| 1908  | Uarda                                                  |
| 1907  | Gerda                                                  |
| 1905  | Här!                                                   |
| 1904  | Kungen och riksprocentaren eller Carl XII              |
| 1904  | Petter-Nicklas eller En afton i gamla Seidelberg       |
| 1903  | Skeninge möte                                          |

| År   | Spex                                  |
| ---- | ------------------------------------- |
| 1892 | Guvernörens staty                     |
| 1892 | Alcibiades eller Det stora helgerånet |
| 1890 | Gerda                                 |
| 1887 | Gerda                                 |
| 1886 | Gerda                                 |

## Lundaspexarna som herrspex
Lundaspexarna har sedan debuten, då det bara fanns manliga studenter, en helt manlig skådespelarensemble. Eftersom regi och manusförfattande förutsätter skådespelarmeriter är även dessa befattningar i praktiken exklusivt manliga. Detta är dock svårt att helt belägga eftersom manusgruppen inte nödvändigtvis berättar vilka som medverkar i den. Skådespelargruppen ("Scenen") består dock också av en scripta och en koreograf, roller som båda innehavts av kvinnor. Ett annat utskott inom AF, Boelspexarna, har en helt kvinnlig scenensemble. Samtliga andra spex i Lund, vilka idag är ca 12 stycken, har blandade scenensembler.  Detta gäller sedan 2010 även Toddyspexarna som innan dess också var ett herrspex. Övriga ensemblen, bestående av lite drygt 90 personer var i de större spexen, är öppen för båda könen och är ungefär jämnt könsfördelad.